# Пакистан на Чемпіонаті світу з водних видів спорту 2015
Пакистан взяв участь у Чемпіонаті світу з водних видів спорту 2015, який пройшов у Казані (Росія) від 24 липня до 9 серпня.

## Плавання
Пакистанські плавці виконали кваліфікаційні нормативи в дисциплінах, які наведено в таблиці (не більш як 2 плавці на одну дисципліну за часом нормативу A, і не більш як 1 плавець на одну дисципліну за часом нормативу B):
Чоловіки
| Спортсмен     | Дисципліна           | Попередній заплив | Попередній заплив | Півфінал        | Півфінал        | Фінал           | Фінал           |
| Спортсмен     | Дисципліна           | Час               | Місце             | Час             | Місце           | Час             | Місце           |
| ------------- | -------------------- | ----------------- | ----------------- | --------------- | --------------- | --------------- | --------------- |
| Харіс Банді   | 400 м вільним стилем | 4:31.90           | 67                | Н/Д             | Н/Д             | Завершив виступ | Завершив виступ |
| Харіс Банді   | 200 м комплексом     | 2:22.31           | 47                | Завершив виступ | Завершив виступ | Завершив виступ | Завершив виступ |
| Мухаммад Саад | 50 м вільним стилем  | 26.19             | 84                | Завершив виступ | Завершив виступ | Завершив виступ | Завершив виступ |
| Мухаммад Саад | 50 м батерфляєм      | 23.75             | 17                | Завершив виступ | Завершив виступ | Завершив виступ | Завершив виступ |

Жінки
| Спортсменка | Дисципліна          | Попередній заплив | Попередній заплив | Півфінал         | Півфінал         | Фінал            | Фінал            |
| Спортсменка | Дисципліна          | Час               | Місце             | Час              | Місце            | Час              | Місце            |
| ----------- | ------------------- | ----------------- | ----------------- | ---------------- | ---------------- | ---------------- | ---------------- |
| Анум Бандей | 100 м брасом        | 1:20.81           | 62                | Завершила виступ | Завершила виступ | Завершила виступ | Завершила виступ |
| Анум Бандей | 200 м брасом        | 2:58.10           | 48                | Завершила виступ | Завершила виступ | Завершила виступ | Завершила виступ |
| Ліанна Сван | 50 м вільним стилем | 28.66             | 81                | Завершила виступ | Завершила виступ | Завершила виступ | Завершила виступ |
| Ліанна Сван | 50 м брасом         | 37.66             | 60                | Завершила виступ | Завершила виступ | Завершила виступ | Завершила виступ |